# Spirostreptus fuscipes
Spirostreptus fuscipes är en mångfotingart som beskrevs av Carl Oscar von Porat 1888. Spirostreptus fuscipes ingår i släktet Spirostreptus och familjen Spirostreptidae. Inga underarter finns listade i Catalogue of Life.